# União
União là một đô thị thuộc bang Piauí, Brasil. Đô thị này có diện tích 1173,447 km², dân số năm 2007 là 41744 người, mật độ 35,57 người/km².